# سيسيل إف. وايت
سيسيل إف. وايت هو رائد أعمال وسياسي أمريكي، ولد في 12 ديسمبر 1900 في تمبل في الولايات المتحدة، وتوفي في 29 مارس 1992 في سان فرانسيسكو في الولايات المتحدة. نشط حزبياً في الحزب الديمقراطي والحزب الجمهوري. وقد انتخب عضو مجلس النواب الأمريكي ‏ (3 يناير 1949 – 3 يناير 1951).